# Age Ain't Nothing but a Number (singolo)
Age Ain't Nothing but a Number è un singolo della cantante statunitense Aaliyah, pubblicato il 6 dicembre 1994 come terzo estratto dall'album omonimo.

## Descrizione
Il brano venne scritto e prodotto da R. Kelly come il resto dell'album, e venne pubblicato alla fine del 1994 come terzo singolo estratto dall'album Age Ain't Nothing but a Number.
Age Ain't Nothing but a Number venne descritta dal Washington Post come una "ballata piena di sentimento" con Aaliyah "che seducente supplica un amante più grande di dimenticare la loro differenza di età e permettere alla loro relazione di maturare".

## Video musicale
Anche il video di questo brano, come quelli dei precedenti singoli, è stato diretto da Millicent Shelton. Il video è l'unico della cantante ad essere stato girato a Detroit, città dove Aaliyah è cresciuta, e vede la partecipazione di molti suoi amici d'infanzia e compagni di scuola, incluso suo fratello Rashad.
Il video è parzialmente a colori e in bianco e nero. L'artista si presenta con il consueto look hip hop da maschiaccio (il medesimo indossato dalla cantante nella copertina dell'album), ma rispetto ai video precedenti ci sono scene in cui si mostra più femminile e sensuale, con un tre quarti di pelle nera aderente.
Nel video compare anche il defunto rapper Proof, noto per aver fatto parte del gruppo hip hop D12.

## Successo commerciale
Commercialmente, la canzone si rivelò il singolo di minore successo dell'album, tanto che raggiunse soltanto la posizione nº 75 nella Billboard Hot 100, il 25 febbraio 1995.
Senza replicare il successo dei singoli precedenti, la canzone entrò comunque nella classifica, sempre Billboard, Hot R&B/Hip-Hop Songs, di cui raggiunse la posizione nº 35 il 24 dicembre 1994.
Un Paese dove il singolo riscosse maggiore successo fu invece il Regno Unito, dove ottenne la posizione nº 32 nella Official Singles Chart.

## Tracce
U.S./UK CD single
1. "Age Ain't Nothing but a Number" (LP version)
2. "Age Ain't Nothing but a Number" (LP version (no intro))
3. "Age Ain't Nothing but a Number" (instrumental)
4. "I'm Down"
5. "The Thing I Like"

U.S. promotional single
1. LP version
2. LP version (no intro)

## Classifiche

### Classifiche settimanali
| Classifica (1994-95) | Posizione massima |
| -------------------- | ----------------- |
| Regno Unito          | 32                |
| Stati Uniti          | 75                |
| Stati Uniti (R&B)    | 35                |